# Neumann CMV3

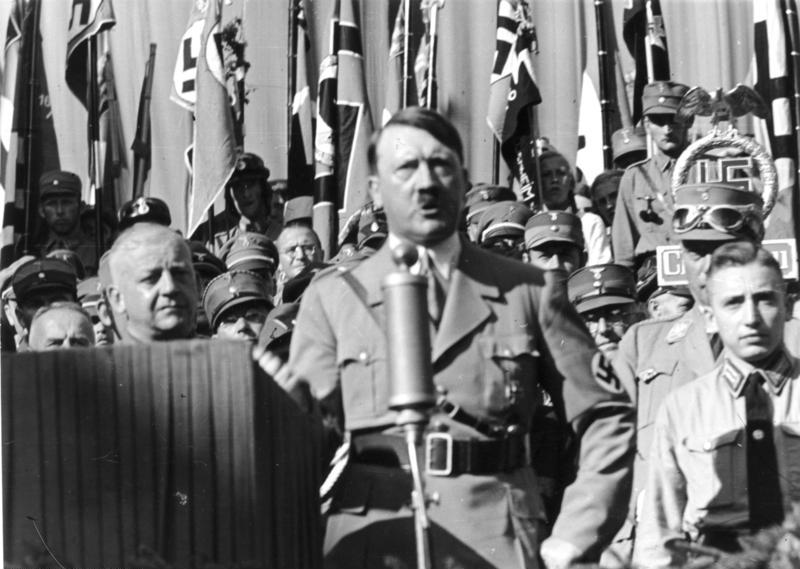
Das CMV3 war ein wichtiges Instrument für die Propaganda der Nationalsozialisten.
Hitler spricht 1935 in ein Neumann CMV3 in Rosenheim.

Das Neumann CMV3 oder Telefunken Kondensator Mikrofon ELA M 301/1, umgangssprachlich auch als Neumann-Flasche, in den USA auch als Hitler bottle bezeichnet, war das erste serienmäßig hergestellte Kondensatormikrofon. Das von Georg Neumann entwickelte Mikrofon wurde ab 1928 gebaut und von der Georg Neumann & Co. in Berlin ab 1930 weltweit vertrieben.

## Entwicklung und Technik
Die Abkürzung CMV steht für Condensator-Mikrofon-Verstärker. Georg Neumann stellte zunächst zwei Prototypen des Mikrofones her, bis die dritte Version tauglich war und in Serie ging – daher CMV3. Verwendet wurde eine Elektronenröhre von Telefunken mit der Bezeichnung RE 084k. Diese benötigte eine Heizspannung von 4 V und 100 V Anodenspannung. Für das CMV3 gab es Kapseln (Membrane) mit unterschiedlicher Richtcharakteristik. Sie wurden je nach Einsatz aufgeschraubt. Der Apparat wog 1,6 kg, war 32,5 cm hoch und hatte einen Durchmesser von 9 cm.

## Typen
Das über 15 Jahre hergestellte Mikrofon, auch als Ur-Neumann bezeichnet, wurde in unterschiedlichen Versionen gefertigt. Die Mikrofone bekamen mindestens je eine Bezeichnung von Neumann als auch von Telefunken. Neumann schloss mit Telefunken einen Vertrag für den weltweiten Vertrieb. Alle Neumann-Mikrofone für den Export trugen das Telefunken-Logo und eine Telefunken-Seriennummer. Dies änderte sich erst in den späten 1950ern, als Neumann einen eigenen US-Vertrieb aufbaute.
Die Firma B.L.U.E. Microphones aus den USA baut ein Retro-Mikrofon mit der Typenbezeichnung CMV3A, das dem CMV3 nachempfunden ist.

## Einsatz
Das CMV3 kam bei fast allen großen Ansprachen von Nationalsozialistischen Ministern und Politikern zum Einsatz. Bei den Olympischen Spielen in Berlin 1936 bewährte es sich vor großem Publikum. Bis in die 1950er-Jahre hinein wurde es im Studio eingesetzt und ist beispielsweise noch im Film Lili Marleen (1981) von Rainer Werner Fassbinder zu sehen, als Hanna Schygulla das titelgebende Stück singt.